# Tschechischer Fußballpokal 2015/16
Der Tschechische Fußballpokal 2015/16 (tschechisch Pohár FAČR 2015/16) ist die 23. Austragung des Fußballpokalwettbewerbs der Männer des Fußballverbandes der Tschechischen Republik. Partner des Wettbewerbs ist der ungarische Mineralölkonzern MOL, weshalb die offizielle Bezeichnung MOL Cup 2015/16 lautet.
Das Finale fand im 18. Mai 2016 im Stadion Na Stínadlech in Teplice statt. Titelverteidiger war der FC Slovan Liberec.
Der Pokalsieger nimmt an der 3. Qualifikationsrunde zur UEFA Europa League 2016/17 teil. Ist der Pokalsieger bereits über die Liga für die Champions League oder deren Qualifikationsrunde qualifiziert, rückt der Fünfte der Liga-Abschlusstabelle nach.

## Modus und Termine
Der Wettbewerb begann im Juli 2015 mit der Vorrunde. Für die Vorrunde qualifizierten sich die Mannschaften über die jeweiligen Kreispokalwettbewerbe. Die 33 Gewinner der Vorrunde qualifizierten sich für die erste Runde. Zu den 33 Gewinnern der Vorrunde stießen in der ersten Runde neben 14 Zweitligisten weitere 53 Teams. In der zweiten Runde kamen 11 Erstligisten hinzu, in der dritten Runde die vier bestplatzierten Erstligisten der abgelaufenen Saison sowie der Titelverteidiger (Slovan Liberec). Das Achtelfinale, das Viertelfinale und das Halbfinale wurden in Hin- und Rückspielen ausgetragen. Das Endspiel fand am 27. April 2016 statt.
| Runde         | Datum                                                  | Spiele | Vereine   | Neueinstiege |
| ------------- | ------------------------------------------------------ | ------ | --------- | ------------ |
| Vorrunde      | 18. – 19. Juli 2015                                    | 33     | 135 → 102 | 66           |
| 1. Runde      | 24. – 26. Juli 2015                                    | 43     | 102 → 59  | 53           |
| 2. Runde      | 26. August – 2. September 2015                         | 27     | 59 → 32   | 12           |
| 3. Runde      | 23. September 2015                                     | 16     | 32 → 16   | 04           |
| Achtelfinale  | Hinspiele 21. Oktober 2015 Rückspiele 4. November 2015 | 16     | 16 → 8    | –            |
| Viertelfinale | Hinspiele 2. März 2016 Rückspiele 16. März 2016        | 08     | 8 → 4     | –            |
| Halbfinale    | Hinspiele 6. April 2016 Rückspiele 13. April 2016      | 04     | 4 → 2     | –            |
| Finale        | 27. April 2016                                         | 01     | 2 → 1     | –            |
| Gesamt        |                                                        | 1480   |           | 1350         |

## Vorrunde

### Teilnehmende Mannschaften
| 66 Vorrundenteilnehmer | | |
| SK Benátky nad Jizerou (III) SK Líšeň (III) FK Blansko (IV) SK Bystřice nad Pernštejnem (IV) SK Český Brod (IV) FK Slavoj Český Krumlov (IV) FC Chomutov (IV) FC Dolní Benešov (IV) SK Senco Doubravka (IV) TJ Dvůr Králové (IV) MFK Havířov (IV) FC Slovan Havlíčkův Brod (IV) FK Hodonín (IV) FK Hořovicko (IV) FC Olympia Hradec Králové (IV) TJ Sokol Jablonec nad Jizerou (IV) FK Jaroměř (IV) 1. FC Karlovy Vary (IV) SK Kladno (IV) SK Klatovy 1898 (IV) FK Sparta Kutná Hora (IV) FK Letohrad (IV) | TJ Sokol Libiš (IV) FK Litoměřice (IV) FK Litvínov (IV) FK Louny (IV) ASK Lovosice (IV) FC ZVVZ Milevsko (IV) FK Neratovice-Byškovice (IV) TJ Sokol Nové Strašecí (IV) FK Pelhřimov (IV) FK Pěnčín-Turnov (IV) FC Odra Petřkovice (IV) TJ Lokomotiva Petrovice (IV) SK ZČE Plzeň (IV) FK Admira Prag (IV) SK Aritma Prag (IV) FK Meteor Prag VIII (IV) 1. FC Viktorie Přerov (IV) TJ Tatran RAKO Rakovník (IV) TJ Tatran Sedlčany (IV) SK Semily (IV) TJ Baník Souš (IV) MFK Trutnov (IV) | ČSK Uherský Brod (IV) TJ Jiskra Ústí nad Orlicí (IV) SK Úvaly (IV) TJ Valašské Meziříčí (IV) FC Velké Karlovice + Karolinka (IV) SK Stap-Tratec Vilémov (IV) FC Vsetín (IV) SK Vysoké Mýto (IV) TJ Sokol Živanice (IV) ABC Braník (V) TJ FC Chotíkov 1932 (V) SK Holice (V) TJ Sokol Kratonohy (V) TJ OSS Lomnice (V) FK Jiskra Mšeno (V) FC Nový Bor (V) SK Štětí (V) TJ Sokol Ústí (V) FK Brandýs nad Labem (VI) TJ Nedachlebice (VI) TJ Nová Ves u Nového Města na Moravě (VI) TJ Hradiště (VII) |
| Ligaebene in Klammern: III = ČFL bzw. MSFL • IV = Divize • V = Krajský přebor • VI = I. A třída • VII = I. B třída | | |

### Begegnungen der Vorrunde
Die größte Überraschung der Vorrunde war der klare 3:0-Sieg des Sechstliganeulings FK Brandýs nad Labem gegen den Viertligisten Sokol Nové Strašecí. Der Prager Fünftliganeuling ABC Braník setzte sich im Stadtderby gegen den Viertligisten Sokol Libiš mit 3:2 durch. Sechstligist TJ Nová Ves u Nového Města na Moravě schlug den Viertligisten SK Bystřice nad Pernštejnem mit 4:3, TJ Sokol Ústí aus der fünften Liga gelang ein 2:1-Erfolg gegen den in der vierten Liga spielenden TJ Valašské Meziříčí. Außerdem setzte sich der SK Holice (5. Liga) mit 2:0 gegen den FK Letohrad (4. Liga) durch und Sokol Živanice (4. Liga) warf mit einem deutlichen 4:1-Sieg einen von zwei bereits in der Vorrunde gestarteten Drittligisten, nämlich den SK Benátky nad Jizerou, aus dem Pokal. Chancenlos war der einzige Siebtligist im Feld, der TJ Hradiště, der sich vor 65 Zuschauern mit 1:8 dem FK Slavoj Český Krumlov (4. Liga) geschlagen geben musste. Zur Halbzeit hatte es nach der Führung für Hradiště noch 1:1 gestanden, doch in der zweiten Spielhälfte brach der Außenseiter ein. Der zweithöchste Sieg gelang mit 6:0 dem MFK Trutnov gegen den FK Jaroměř (beide 4. Liga).
Nur 30 Zuschauer wollten die Partie in Mšeno zwischen dem heimischen FK Jiskra und dem FC Nový Bor sehen, was den Minusrekord der Vorrunde bedeutete. Magnet der Runde war hingegen mit 310 Zuschauern das Derby in Vsetín zwischen dem heimischen FC und dem FC Velké Karlovice + Karolinka, das der Gast mit 4:3 im Elfmeterschießen für sich entscheiden konnte, nachdem es nach 90 Minuten 1:1 gestanden hatte.
| Datum                 |                                | Ergebnis        |                                   |
| --------------------- | ------------------------------ | --------------- | --------------------------------- |
| 18.07.2015, 10:15 Uhr | SK Holice (V)                  | 2:0             | FK Letohrad (IV)                  |
| 18.07.2015, 10:30 Uhr | TJ Tatran RAKO Rakovník (IV)   | 0:2             | FK Meteor Prag VIII (IV)          |
| 18.07.2015, 17:00 Uhr | FK Jiskra Mšeno (V)            | 1:5             | FC Nový Bor (V)                   |
| 18.07.2015, 17:00 Uhr | TJ OSS Lomnice (V)             | 1:5             | SK Senco Doubravka (IV)           |
| 18.07.2015, 17:00 Uhr | SK Stap-Tratec Vilémov (IV)    | 2:2 (4:3 i. E.) | ASK Lovosice (IV)                 |
| 18.07.2015, 18:00 Uhr | FC Chomutov (IV)               | 0}2:1 1         | TJ Baník Souš (IV)                |
| 18.07.2015, 17:00 Uhr | TJ Sokol Kratonohy (V)         | 1:1 (4:5 i. E.) | TJ Sokol Jablonec n. Jizerou (IV) |
| 18.07.2015, 17:00 Uhr | TJ Dvůr Králové (IV)           | 3:0             | FK Sparta Kutná Hora (IV)         |
| 18.07.2015, 17:00 Uhr | SK Kladno (IV)                 | 03:1 2          | SK Aritma Prag (IV)               |
| 18.07.2015, 17:00 Uhr | TJ Sokol Živanice (IV)         | 4:1             | SK Benátky nad Jizerou (III)      |
| 18.07.2015, 17:00 Uhr | FC Odra Petřkovice (IV)        | 01:2 3          | FC Dolní Benešov (IV)             |
| 18.07.2015, 17:00 Uhr | FK Blansko (IV)                | 0:3             | SK Líšeň (III)                    |
| 18.07.2015, 17:00 Uhr | MFK Havířov (IV)               | 1:2             | TJ Lokomotiva Petrovice (IV)      |
| 19.07.2015, 10:30 Uhr | TJ Sokol Ústí (V)              | 2:1             | TJ Valašské Meziříčí (IV)         |
| 19.07.2015, 16:00 Uhr | FC ZVVZ Milevsko (IV)          | 0:3             | SK Klatovy 1898 (IV)              |
| 19.07.2015, 16:30 Uhr | ČSK Uherský Brod (IV)          | 01:2 4          | FK Hodonín (IV)                   |
| 19.07.2015, 17:00 Uhr | ABC Braník (V)                 | 3:2             | TJ Sokol Libiš (IV)               |
| 19.07.2015, 17:00 Uhr | FK Brandýs nad Labem (VI)      | 3:0             | TJ Sokol Nové Strašecí (IV)       |
| 19.07.2015, 17:00 Uhr | TJ Hradiště (VII)              | 1:8             | FK Slavoj Český Krumlov (IV)      |
| 19.07.2015, 17:00 Uhr | TJ FC Chotíkov 1932 (V)        | 2:2 (0:3 i. E.) | FK Hořovicko (IV)                 |
| 19.07.2015, 17:00 Uhr | SK Štětí (V)                   | 1:1 (0:3 i. E.) | FK Litoměřice (IV)                |
| 19.07.2015, 17:00 Uhr | FC Olympia Hradec Králové (IV) | 02:0 5          | FK Pěnčín-Turnov (IV)             |
| 19.07.2015, 17:00 Uhr | FK Jaroměř (IV)                | 00:6 6          | MFK Trutnov (IV)                  |
| 19.07.2015, 17:00 Uhr | FK Litvínov (IV)               | 0:1             | FK Admira Prag (IV)               |
| 19.07.2015, 17:00 Uhr | SK ZČE Plzeň (IV)              | 2:4             | 1. FC Karlovy Vary (IV)           |
| 19.07.2015, 17:00 Uhr | FK Louny (IV)                  | 1:1 (3:4 i. E.) | FK Neratovice-Byškovice (IV)      |
| 19.07.2015, 17:00 Uhr | SK Semily (IV)                 | 5:2             | TJ Jiskra Ústí nad Orlicí (IV)    |
| 19.07.2015, 17:00 Uhr | TJ Tatran Sedlčany (IV)        | 01:2 7          | SK Český Brod (IV)                |
| 19.07.2015, 17:00 Uhr | SK Vysoké Mýto (IV)            | 3:1             | SK Úvaly (IV)                     |
| 19.07.2015, 17:00 Uhr | TJ Nedachlebice (IV)           | 0:4             | 1. FC Viktorie Přerov (IV)        |
| 19.07.2015, 17:00 Uhr | FC Vsetín (IV)                 | 1:1 (3:4 i. E.) | FC V. Karlovice + Karolinka (IV)  |
| 19.07.2015, 17:00 Uhr | TJ Nová Ves u N. M. n. M. (VI) | 4:3             | SK Bystřice nad Pernštejnem (IV)  |
| 19.07.2015, 17:00 Uhr | FC Slovan Havlíčkův Brod (IV)  | 0:1             | FK Pelhřimov (IV)                 |

Ligaebene in Klammern: III =  ČFL bzw. MSFL • IV = Divize • V = Krajský přebor • VI = I. A třída

## 1. Runde

### Teilnehmende Mannschaften
Für die 1. Runde waren die 14 Zweitligisten der aktuellen Spielzeit mit Ausnahme des B-Teams von Sigma Olmütz, 29 weitere Drittligisten, weitere neun Viertligisten, ein weiterer Fünfligistligist sowie die 33 Siegermannschaften der Vorrunde qualifiziert. Insgesamt nahmen an der 1. Runde 86 Mannschaften teil.
| Fotbalová národní liga 14 Mannschaften der Saison 2015/16 | Sieger der Vorrunde die 33 Sieger der Vorrunde | Sieger der Vorrunde die 33 Sieger der Vorrunde | weitere Teilnehmer 39 Mannschaften | weitere Teilnehmer 39 Mannschaften |
| FC Hradec Králové SK Dynamo České Budějovice FK Varnsdorf FK Baník Sokolov FC MAS Táborsko MFK OKD Karviná FK Pardubice SFC Opava FC Graffin Vlašim 1. SC Znojmo FK Ústí nad Labem FK Fotbal Třinec MFK Frýdek-Místek FK Slavoj Vyšehrad | ABC Braník (V) FK Slavoj Český Krumlov (IV) FK Hořovicko (IV) SK Senco Doubravka (IV) FK Litoměřice (IV) FC Nový Bor (V) FC Olympia Hradec Králové (IV) SK Holice (V) MFK Trutnov (IV) FK Admira Prag (IV) 1. FC Karlovy Vary (IV) SK Stap-Tratec Vilémov (IV) FK Neratovice-Byškovice (IV) FC Chomutov (IV) SK Semily (IV) SK Český Brod (IV) | TJ Sokol Jablonec nad Jizerou (IV) SK Klatovy 1898 (IV) SK Vysoké Mýto (IV) TJ Dvůr Králové (IV) FK Meteor Prag VIII (IV) SK Kladno (IV) TJ Sokol Živanice (IV) FC Dolní Benešov (IV) TJ Sokol Ústí (V) 1. FC Viktorie Přerov (IV) FC Velké Karlovice + Karolinka (V) SK Líšeň (III) FK Hodonín (IV) TJ Lokomotiva Petrovice (IV) FK Pelhřimov (IV) | SK Benešov (III) MSK Břeclav (III) SK Sokol Brozany (III) FC Elseremo Brumov (IV) FK Čáslav (III) MFK Chrudim (III) FK Dobrovice (III) TJ Jiskra Domažlice (III) FC Hlučín (III) SK Hranice (IV) FK Kolín (III) FK Králův Dvůr (III) FK Krnov (IV) SK Hanácká Slavia Kroměříž (III) FK Mohelnice (III) FK Baník Most (III) SK Union 2013 Nový Bydžov (III) FK Nový Jičín (IV) 1. HFK Olomouc (III) FC Viktoria Otrokovice (III) | FC Písek (III) SK Převýšov (III) SK Prostějov (III) FC Slovan Rosice (IV) TJ Jiskra Rýmařov (IV) FC TVD Slavičín (IV) FSC Stará Říše (IV) FK TJ Štěchovice (III) FK Šumperk (IV) FK Tachov (III) TJ Sokol Tasovice (IV) HFK Třebíč (III) SK Uničov (III) FC Velké Meziříčí (III) MFK Vítkovice (III) FK Loko Vltavín (III) MFK Vyškov (III) SK Zápy (III) FK Viktoria Žižkov (III) FK Brandýs nad Labem (VI) TJ Nová Ves u Nového Města n. M. (VI) |
| Ligaebene in Klammern: III = ČFL bzw. MSFL • IV = Divize • V = Krajský přebor • VI = I. A třída | | | | |

### Begegnungen der 1. Runde
Die 1. Runde war für den 24. bis 26. Juli 2015 terminiert, das Spiel SK Klatovy 1898 gegen FK Viktoria Žižkov wurde wegen finanzieller Schwierigkeiten der Gäste auf den 30. Juli 2015 verschoben.
In der 1. Runde bestätigten alle 14 Zweitligisten ihre Favoritenrolle. Dem Prager Zweitliganeuling FK Slavoj Vyšehrad gelang dabei mit einem 8:1-Erfolg im Stadtderby gegen den Fünftligisten ABC Braník der höchste Sieg dieser Runde. Hingegen mussten sechs Drittligisten in dieser Runde die Segel streichen, davon fünf aus der ČFL und zwei aus der MSFL – jeweils gegen einen Viertligisten. Der FC Písek unterlag im Elfmeterschießen beim klassentieferen Slavoj Český Krumlov, der SK Benešov verlor mit 0:1 bei Olympia Hradec Králové. Der TJ Jiskra Domažlice musste sich mit 1:3 beim 1. FC Karlovy Vary geschlagen geben und Sokol Brozany unterlag mit 1:2 beim einstigen Zweitligisten FK Neratovice-Byškovice. Der FK Viktoria Žižkov, der wegen finanzieller Probleme keine Zweitligalizenz erhielt und für die ČFL gemeldet hatte, unterlag dem klassentieferen SK Klatovy mit 0:1. Der MSFL-Teilnehmer MSK Břeclav schied nach einer 1:2-Niederlage gegen Sokol Tasovice aus und der HFK Třebíč kassierte beim FSC Stará Říše ein 0:4-Debakel.
Die Außenseiter dieser Runde, die beiden Sechstligisten FK Brandýs nad Labem und TJ Nová Ves u N. M. n. M., waren ohne Chance. Brandýs nad Labem unterlag dem Drittligisten FK Loko Vltavín mit 0:2, Nová Ves kam mit 0:6 gegen den FC Velké Meziříčí unter die Räder. Auch für alle noch verbliebenen Fünftligisten war die 1. Runde auch die Endstation. Außer dem bereits erwähnten Klub aus Braník verabschiedeten sich auch der FC Nový Bor (0:1 gegen den Zweitligisten FC Pardubice), der SK Holice (0:1 gegen den Drittligisten MFK Chrudim) und Sokol Ústí (1:2 gegen den Zweitligisten MFK Frýdek-Místek).
Den größten Zuschauerzuspruch fand die Begegnung in Šumperk, wo der traditionell durch viele Auswärtsfans unterstützte Zweitligist SFC Opava beim FK Šumperk zu Gast war und mit 3:0 die Oberhand behielt. 750 zahlende Zuseher bedeuteten den Rundenrekord. Nur 80 Zuschauer interessierten sich hingegen für das Spiel FK Meteor Prag VIII gegen den FK Tachov, das die Gäste aus Tachov im Elfmeterschießen für sich entschieden.
| Datum                 |                                    | Ergebnis        |                                  |
| --------------------- | ---------------------------------- | --------------- | -------------------------------- |
| 24.07.2015, 17:00 Uhr | TJ Sokol Ústí (V)                  | 1:2             | MFK Frýdek-Místek (II)           |
| 25.07.2015, 10:15 Uhr | SK Holice (V)                      | 0:1             | MFK Chrudim (III)                |
| 25.07.2015, 10:15 Uhr | FK Admira Prag (IV)                | 0:3             | FC Graffin Vlašim (II)           |
| 25.07.2015, 15:00 Uhr | FK Meteor Prag VIII (IV)           | 1:1 (4:5 i. E.) | FK Tachov (III)                  |
| 25.07.2015, 17:00 Uhr | FK Slavoj Český Krumlov (IV)       | 2:2 (4:2 i. E.) | FC Písek (III)                   |
| 25.07.2015, 17:00 Uhr | FK Hořovicko (IV)                  | 0:1             | FK Baník Sokolov (II)            |
| 25.07.2015, 17:00 Uhr | SK Senco Doubravka (IV)            | 0:5             | SK Dynamo Budweis (II)           |
| 25.07.2015, 17:00 Uhr | FK Litoměřice (IV)                 | 0:5             | FK Varnsdorf (II)                |
| 25.07.2015, 17:00 Uhr | FC Nový Bor (V)                    | 0:1             | FK Pardubice (II)                |
| 25.07.2015, 17:00 Uhr | FC Olympia Hradec Králové (IV)     | 1:0             | SK Benešov (III)                 |
| 25.07.2015, 17:00 Uhr | 1. FC Karlovy Vary (IV)            | 3:1             | TJ Jiskra Domažlice (III)        |
| 25.07.2015, 17:00 Uhr | SK Stap-Tratec Vilémov (IV)        | 2:4             | FK Baník Most (III)              |
| 25.07.2015, 17:00 Uhr | FK Neratovice-Byškovice (IV)       | 2:1             | SK Sokol Brozany (III)           |
| 25.07.2015, 17:00 Uhr | FC Chomutov (IV)                   | 0:2             | FK TJ Štěchovice (III)           |
| 25.07.2015, 17:00 Uhr | SK Semily (IV)                     | 0:3             | FK Dobrovice (III)               |
| 25.07.2015, 17:00 Uhr | SK Český Brod (IV)                 | 0:1             | FK Ústí nad Labem (II)           |
| 25.07.2015, 17:00 Uhr | TJ Sokol Jablonec nad Jizerou (IV) | 2:2 (3:4 i. E.) | FK Čáslav (III)                  |
| 25.07.2015, 17:00 Uhr | SK Vysoké Mýto (IV)                | 0:3             | SK Union 2013 Nový Bydžov (III)  |
| 25.07.2015, 17:00 Uhr | TJ Dvůr Králové (IV)               | 0:3             | FC MAS Táborsko (II)             |
| 25.07.2015, 17:00 Uhr | SK Kladno (IV)                     | 0:4             | FK Králův Dvůr (III)             |
| 25.07.2015, 17:00 Uhr | TJ Sokol Živanice (IV)             | 2:4             | SK Převýšov (III)                |
| 25.07.2015, 17:00 Uhr | SK Zápy (III)                      | 2:2 (6:7 i. E.) | FK Kolín (III)                   |
| 25.07.2015, 17:00 Uhr | FC Dolní Benešov (IV)              | 1:2             | TJ Jiskra Rýmařov (IV)           |
| 25.07.2015, 17:00 Uhr | 1. FC Viktorie Přerov (IV)         | 0:2             | MFK Vyškov (III)                 |
| 25.07.2015, 17:00 Uhr | FC V. Karlovice + Karolinka (IV)   | 2:1             | FC Elseremo Brumov (IV)          |
| 25.07.2015, 17:00 Uhr | TJ Nová Ves u N. M. n. M. (VI)     | 0:6             | FC Velké Meziříčí (III)          |
| 25.07.2015, 17:00 Uhr | SK Líšeň (III)                     | 1:2             | SK Hanácká Slavia Kroměříž (III) |
| 25.07.2015, 17:00 Uhr | FK Hodonín (IV)                    | 0:4             | SK Prostějov (III)               |
| 25.07.2015, 17:00 Uhr | TJ Lokomotiva Petrovice (IV)       | 0:1             | MFK Vítkovice (III)              |
| 25.07.2015, 17:00 Uhr | FK Pelhřimov (IV)                  | 1:4             | 1.SC Znojmo FK (II)              |
| 25.07.2015, 17:00 Uhr | TJ Sokol Tasovice (IV)             | 12:1 1          | MSK Břeclav (III)                |
| 25.07.2015, 17:00 Uhr | SK Hranice (IV)                    | 1:5             | MFK Karviná (II)                 |
| 25.07.2015, 17:00 Uhr | FK Mohelnice (III)                 | 4:3             | SK Uničov (III)                  |
| 25.07.2015, 17:00 Uhr | FK Nový Jičín (IV)                 | 0:5             | FK Fotbal Třinec (II)            |
| 25.07.2015, 17:00 Uhr | FC Slovan Rosice (IV)              | 1:0             | 1. HFK Olomouc (III)             |
| 25.07.2015, 17:00 Uhr | FC TVD Slavičín (IV)               | 4:0             | FC Viktoria Otrokovice (III)     |
| 26.07.2015, 17:00 Uhr | FK Šumperk (IV)                    | 0:3             | SFC Opava (II)                   |
| 26.07.2015, 17:00 Uhr | FSC Stará Říše (IV)                | 4:0             | HFK Třebíč (III)                 |
| 26.07.2015, 17:00 Uhr | ABC Braník (V)                     | 1:8             | FK Slavoj Vyšehrad (II)          |
| 26.07.2015, 17:00 Uhr | FK Brandýs nad Labem (VI)          | 0:2             | FK Loko Vltavín (III)            |
| 26.07.2015, 17:00 Uhr | FK Krnov (IV)                      | 2:4             | FC Hlučín (III)                  |
| 26.07.2015, 17:00 Uhr | MFK Trutnov (IV)                   | 0:4             | FC Hradec Králové (II)           |
| 30.07.2015, 17:00 Uhr | SK Klatovy 1898 (IV)               | 1:0             | FK Viktoria Žižkov (III)         |

Ligaebene in Klammern: II =  FNL • III =  ČFL bzw. MSFL • IV = Divize • V = Krajský přebor • VI = I. A třída

## 2. Runde

### Teilnehmende Mannschaften
Die 2. Runde war für den Zeitraum 26. August bis 2. September angesetzt. Qualifiziert waren 11 Erstligisten (Plätze 5 bis 16 mit Ausnahme des Titelverteidigers, Stand: vor Saisonbeginn) der aktuellen Spielzeit sowie die 43 Siegermannschaften der 1. Runde. Insgesamt nahmen an der 2. Runde 54 Mannschaften teil.
Zwei Erstligisten schieden in dieser Runde aus dem Wettbewerb aus. Der in der Liga noch sieglose Baník Ostrava unterlag dem Viertligisten Jiskra Rýmařov mit 3:4. Der 1. FC Slovácko, zu diesem Zeitpunkt auf Platz zwei der Ligatabelle platziert, musste sich dem Viertligisten FC TVD Slavičín mit 0:2 geschlagen geben. Auch drei Zweitligisten müssten früh die Segel streichen, allesamt jedoch erst nach Elfmeterschießen. Baník Sokolov unterlag dem FK Tachov, Graffin Vlašim dem FK Králův Dvůr und Fotbal Třinec musste sich dem SK Prostějov geschlagen geben.
Größter Zuschauermagnet war in dieser Runde Slavia Prag, dessen 7:0-Sieg in Nový Bydžov beim dortigen SK Union 2055 Menschen sahen. Am wenigsten Zuschauer dieser Runde kamen in Karlsbad: Nur 150 Zuseher waren Zeuge einer 2:6-Niederlage des heimischen 1. FC Karlovy Vary gegen den Zweitligisten FC MAS Táborsko.
Für die 2. Runde waren 54 Mannschaften qualifiziert:
| Synot Liga 11 Erstligisten | Sieger der 1. Runde 43 Mannschaften | Sieger der 1. Runde 43 Mannschaften | Sieger der 1. Runde 43 Mannschaften | Sieger der 1. Runde 43 Mannschaften | Sieger der 1. Runde 43 Mannschaften |
| 1. FK Příbram FK Dukla Prag FK Teplice Bohemians Prag 1905 1. FC Slovácko FC Vysočina Jihlava SK Slavia Prag FC Baník Ostrava FC Zbrojovka Brünn SK Sigma Olmütz FC Fastav Zlín | FK Slavoj Vyšehrad (II) FK Loko Vltavín (III) FK Slavoj Český Krumlov (IV) FK Baník Sokolov (II) SK Dynamo Budweis (II) FK Varnsdorf (II) FK Pardubice (II) FC Olympia Hradec Králové (IV) MFK Chrudim (III) FC Hradec Králové (II) FC Graffin Vlašim (II) | 1. FC Karlovy Vary (IV) FK Baník Most (III) FK Neratovice-Byškovice (IV) FK TJ Štěchovice (III) FK Dobrovice (III) FK Ústí nad Labem (II) FK Čáslav (III) SK Klatovy 1898 (IV) SK Union 2013 Nový Bydžov (III) FC MAS Táborsko (II) FK Tachov (III) | FK Králův Dvůr (III) SK Převýšov (III) FK Kolín (III) TJ Jiskra Rýmařov (IV) MFK Frýdek-Místek (II) MFK Vyškov (III) FC V. Karlovice + Karolinka (IV) FC Velké Meziříčí (III) SK HS Kroměříž (III) SK Prostějov (III) MFK Vítkovice (III) | 1.SC Znojmo FK (II) FC Hlučín (III) TJ Sokol Tasovice (IV) MFK Karviná (II) FK Mohelnice (III) FK Fotbal Třinec (II) FC Slovan Rosice (IV) SFC Opava (II) FC TVD Slavičín (IV) FSC Stará Říše (IV) |                                     |
| Ligaebene in Klammern: II = FNL • III = ČFL bzw. MSFL • IV = Divize | | | | |                                     |

### Begegnungen der 2. Runde
Die 2. Runde war für den 26. August bis 2. September 2015 terminiert.
| Datum                 |                                     | Ergebnis        |                                  |
| --------------------- | ----------------------------------- | --------------- | -------------------------------- |
| 26.08.2015, 17:00 Uhr | TJ Sokol Tasovice (IV)              | 1:3             | 1.SC Znojmo FK (II)              |
| 26.08.2015, 17:00 Uhr | MFK Vyškov (III)                    | 1:1 (6:7 i. E.) | SK Hanácká Slavia Kroměříž (III) |
| 26.08.2015, 17:30 Uhr | FSC Stará Říše (IV)                 | 2:3             | FC Vysočina Jihlava              |
| 27.08.2015, 16:30 Uhr | SK Prostějov (III)                  | 0:0 (5:4 i. E.) | FK Fotbal Třinec (II)            |
| 27.08.2015, 17:00 Uhr | TJ Jiskra Rýmařov (IV)              | 4:3             | FC Baník Ostrava                 |
| 27.08.2015, 17:30 Uhr | FK Slavoj Český Krumlov (IV)        | 0:4             | SK Dynamo Budweis (II)           |
| 28.08.2015, 17:00 Uhr | FK Loko Vltavín (III)               | 1:9             | 1. FK Příbram                    |
| 28.08.2015, 17:00 Uhr | FK Neratovice-Byškovice (IV)        | 0:4             | FK Dukla Prag                    |
| 28.08.2015, 17:00 Uhr | SK Klatovy 1898 (IV)                | 1:0             | FK Baník Most (III)              |
| 28.08.2015, 17:00 Uhr | FC Velké Meziříčí (III)             | 1:2             | FC Zbrojovka Brünn               |
| 28.08.2015, 17:30 Uhr | SK Union 2013 Nový Bydžov (III)     | 0:7             | SK Slavia Prag                   |
| 29.08.2015, 10:15 Uhr | MFK Chrudim (III)                   | 0:5             | FC Hradec Králové (II)           |
| 29.08.2015, 10:30 Uhr | FK Tachov (III)                     | 2:2 (5:3 i. E.) | FK Baník Sokolov (II)            |
| 29.08.2015, 17:00 Uhr | FC Olympia Hradec Králové (IV)      | 1:2             | Bohemians Prag 1905              |
| 29.08.2015, 17:00 Uhr | 1. FC Karlovy Vary (IV)             | 2:6             | FC MAS Táborsko (II)             |
| 29.08.2015, 17:00 Uhr | FK Dobrovice (III)                  | 1:2             | FK Varnsdorf (II)                |
| 29.08.2015, 17:00 Uhr | FK Králův Dvůr (III)                | 1:1 (3:1 i. E.) | FC Graffin Vlašim (II)           |
| 29.08.2015, 17:00 Uhr | FC Hlučín (III)                     | 0:1             | SFC Opava (II)                   |
| 29.08.2015, 17:00 Uhr | FK Mohelnice (III)                  | 1:2             | MFK Frýdek-Místek (II)           |
| 29.08.2015, 17:00 Uhr | FC TVD Slavičín (IV)                | 2:0             | 1. FC Slovácko                   |
| 29.08.2015, 17:00 Uhr | FC Velké Karlovice + Karolinka (IV) | 1:6             | FC Fastav Zlín                   |
| 29.08.2015, 17:00 Uhr | MFK Vítkovice (III)                 | 2:2 (3:5 i. E.) | MFK Karviná (II)                 |
| 30.08.2015, 10:15 Uhr | SK Převýšov (III)                   | 0:5             | FK Pardubice (II)                |
| 30.08.2015, 17:00 Uhr | FK TJ Štěchovice (III)              | 1:4             | FK Teplice                       |
| 30.08.2015, 17:00 Uhr | FK Čáslav (III)                     | 0:3             | FK Slavoj Vyšehrad (II)          |
| 30.08.2015, 17:00 Uhr | FK Kolín (III)                      | 2:4             | FK Ústí nad Labem (II)           |
| 02.09.2015, 17:00 Uhr | FC Slovan Rosice (IV)               | 0:5             | SK Sigma Olmütz                  |

Ligaebene in Klammern: II =  FNL • III =  ČFL bzw. MSFL • IV = Divize

## 3. Runde
Für die 3. Runde waren neben dem Titelverteidiger (FC Slovan Liberec) die vier bestplatzierten Erstligisten der Saison 2014/15 sowie die 27 Siegermannschaften der 2. Runde qualifiziert.
| Synot Liga vier Bestplatzierten sowie der Titelverteidiger                           | Sieger der 2. Runde 27 Mannschaften | Sieger der 2. Runde 27 Mannschaften                                                                                             | Sieger der 2. Runde 27 Mannschaften                                                                                                | Sieger der 2. Runde 27 Mannschaften                                                                                             |
| FC Viktoria Pilsen AC Sparta Prag FK Jablonec FK Mladá Boleslav FC Slovan Liberec    | SK Dynamo Budweis (II) 1. FK Příbram FC Hradec Králové (II) FK Dukla Prag SK Klatovy 1898 (IV) Bohemians Prag 1905 FC MAS Táborsko (II) | FK Teplice FK Varnsdorf (II) SK Slavia Prag FK Slavoj Vyšehrad (II) FK Tachov (III) FK Králův Dvůr (III) FK Ústí nad Labem (II) | FK Pardubice (II) FC Zbrojovka Brünn 1.SC Znojmo FK (II) FC Vysočina Jihlava SFC Opava (II) SK Sigma Olmütz MFK Frýdek-Místek (II) | FC TVD Slavičín (IV) SK Hanácká Slavia Kroměříž (III) FC Fastav Zlín MFK Karviná (II) TJ Jiskra Rýmařov (IV) SK Prostějov (III) |
| Ligaebene in Klammern: I = Synot Liga • II = FNL • III = ČFL bzw. MSFL • IV = Divize | | | | |

| Datum                 |                                  | Ergebnis        |                        |
| --------------------- | -------------------------------- | --------------- | ---------------------- |
| 22.09.2015, 16:30 Uhr | FC MAS Táborsko (II)             | 1:2             | FK Dukla Prag          |
| 22.09.2015, 16:30 Uhr | SK Prostějov (III)               | 1:4             | FC Fastav Zlín         |
| 22.09.2015, 18:00 Uhr | FK Ústí nad Labem (II)           | 4:2             | SK Slavia Prag         |
| 23.09.2015, 16:30 Uhr | FK Tachov (III)                  | 0:2             | FC Viktoria Pilsen     |
| 23.09.2015, 16:30 Uhr | FK Králův Dvůr (III)             | 1:1 (4:5 i. E.) | AC Sparta Prag         |
| 23.09.2015, 16:30 Uhr | FK Pardubice (II)                | 3:0             | FK Teplice             |
| 23.09.2015, 16:30 Uhr | FC TVD Slavičín (IV)             | 1:2             | MFK Frýdek-Místek (II) |
| 23.09.2015, 16:30 Uhr | FK Varnsdorf (II)                | 2:2 (2:3 i. E.) | FC Slovan Liberec      |
| 23.09.2015, 18:00 Uhr | SK Hanácká Slavia Kroměříž (III) | 0:1             | FC Zbrojovka Brünn     |
| 23.09.2015, 18:00 Uhr | 1.SC Znojmo FK (II)              | 0:5             | FC Vysočina Jihlava    |
| 29.09.2015, 16:30 Uhr | FK Slavoj Vyšehrad (II)          | 0:2             | FK Jablonec            |
| 29.09.2015, 16:30 Uhr | SK Klatovy 1898 (IV)             | 0:5             | FK Mladá Boleslav      |
| 29.09.2015, 17:00 Uhr | SK Dynamo Budweis (II)           | 2:5             | 1. FK Příbram          |
| 29.09.2015, 18:00 Uhr | SFC Opava (II)                   | 1:5             | SK Sigma Olmütz        |
| 30.09.2015, 17:00 Uhr | FC Hradec Králové (II)           | 1:0             | Bohemians Prag 1905    |
| 06.10.2015, 15:30 Uhr | TJ Jiskra Rýmařov (IV)           | 0:3             | MFK Karviná (II)       |

Ligaebene in Klammern: II =  FNL • III =  ČFL bzw. MSFL • IV = Divize

## Achtelfinale
Das Achtelfinale fand in Hin- und Rückspielen statt. Die Hinspiele waren für den 21. Oktober 2015, die Rückspiele für den 4. November 2015 terminiert. Sparta Prag, Viktoria Pilsen und Slovan Liberec wichen aufgrund ihrer Teilnahme an der Europa League 2015/16 auf die Ersatztermine 28. Oktober 2015 (Hinspiel) und 2. Dezember 2015 (Rückspiel) aus. Die Paarungen des Achtelfinales wurden gelost.
| Datum             |                     | Gesamt          |                    | Hinspiel | Rückspiel |
| ----------------- | ------------------- | --------------- | ------------------ | -------- | --------- |
| 10.10./11.11.2015 | FC Vysočina Jihlava | 2:3             | SK Sigma Olmütz    | 0:1      | 2:2       |
| 20.10./10.11.2015 | FK Ústí nad Labem   | 0:6             | FK Dukla Prag      | 0:3      | 0:3       |
| 20.10./03.11.2015 | MFK Frýdek-Místek   | 0:5             | FK Jablonec        | 0:2      | 0:3       |
| 27.10./24.11.2015 | MFK Karviná         | 0:4             | FK Mladá Boleslav  | 0:1      | 0:3       |
| 27.10./11.11.2015 | FC Hradec Králové   | 5:2             | 1. FK Příbram      | 0:1      | 5:1       |
| 14.11./03.12.2015 | FC Slovan Liberec   | 1:1 (7:6 i. E.) | FC Fastav Zlín     | 1:0      | 0:1       |
| 15.11./03.12.2015 | FC Viktoria Pilsen  | 3:1             | FC Zbrojovka Brünn | 2:1      | 1:0       |
| 17.11./03.12.2015 | FK Pardubice        | 2:3             | AC Sparta Prag     | 1:0      | 1:3       |

## Viertelfinale
Das Viertelfinale fand in Hin- und Rückspielen statt. Die Hinspiele waren für den 2., die Rückspiele für den 16. März 2016 terminiert. Die Paarungen des Viertelfinales wurden gelost.
| Datum             |                    | Gesamt |                   | Hinspiel | Rückspiel |
| ----------------- | ------------------ | ------ | ----------------- | -------- | --------- |
| 02.03./16.03.2016 | FC Viktoria Pilsen | 5:3    | SK Sigma Olmütz   | 4:2      | 1:1       |
| 03.03./30.03.2016 | FC Slovan Liberec  | 2:3    | AC Sparta Prag    | 2:1      | 0:2       |
| 03.03./15.03.2016 | FK Dukla Prag      | 1:2    | FK Jablonec       | 0:0      | 1:2       |
| 16.03./24.03.2016 | FC Hradec Králové  | 2:5    | FK Mladá Boleslav | 1:4      | 1:1       |

## Halbfinale
Das Halbfinale fand in Hin- und Rückspielen statt. Die Hinspiele waren ursprünglich für den 6., die Rückspiele für den 13. April 2016 terminiert. Die Paarungen des Halbfinales wurden gelost. Da Sparta Prag im Viertelfinale der Europa League stand, mussten für die Duelle gegen den FK Jablonec Ersatztermine gefunden werden.
| Datum             |                   | Gesamt |                    | Hinspiel | Rückspiel |
| ----------------- | ----------------- | ------ | ------------------ | -------- | --------- |
| 05.04./14.04.2016 | FK Mladá Boleslav | 1:0    | FC Viktoria Pilsen | 1:0      | 0:0       |
| 27.04./04.05.2016 | FK Jablonec       | 4:1    | AC Sparta Prag     | 2:0      | 2:1       |

## Finale
Das Endspiel fand am 18. Mai 2016 (18:15 Uhr) im Stadion Na Stínadlech in Teplice statt. Der FK Mladá Boleslav gewann durch Tore von Jan Chramosta und Jasmin Šćuk mit 2:0 und holte sich damit nach 2011 zum zweiten Mal den tschechischen Fußballpokal.
| Paarung           | FK Mladá Boleslav – FK Jablonec |
| Ergebnis          | 2:0 (0:0) |
| Datum             | 18. Mai 2016 |
| Stadion           | Stadion Na Stínadlech, Teplice |
| Zuschauer         | 2.543 |
| Schiedsrichter    | Karel Hrubeš (Prag) |
| Tore              | 1:0 Jan Chramosta (71.) 2:0 Jasmin Šćuk (74.) |
| FK Mladá Boleslav | Jan Šeda – Ondřej Kúdela, Pavel Čmovš, Jan Kysela, Jiří Fleišman (87. Lukáš Pauschek) – Adam Jánoš (68. Jan Chramosta), Jasmin Šćuk, Jan Kalabiška, Jakub Rada, Aleš Čermák – Lukáš Magera (90. Ladislav Takács) Cheftrainer: Karel Jarolím                                      |
| FK Jablonec       | Vlastimil Hrubý – Luděk Pernica, Daniel Rossi Silva, Wjatscheslaw Karawajew, Matěj Hybš – Tomáš Hübschman, Ján Greguš, Lukáš Masopust, Ruslan Mingazow (78. Tomáš Wágner), Martin Pospíšil (72. Michal Trávník) – Martin Doležal (83. Ondřej Mihálik) Cheftrainer: Zdenko Frťala |
| Gelbe Karten      | Jánoš (41.), Šeda (79.), Kúdela (79.), Magera (89.) – Doležal (81.) |